# Estación Ministro Carranza
Ministro Carranza es una estación ferroviaria inaugurada en 1987, ubicada en el barrio porteño de Palermo, ciudad de Buenos Aires, Argentina.

## Polémica con su nombre
Tras la muerte de Roque Carranza, entonces Ministro de Defensa de Raúl Alfonsín, llevó a que el gobierno radical impusiera su nombre. Carranza, militante radical, fue uno de los autores del Atentado terrorista en la Plaza de Mayo del 15 de abril de 1953, que causó entre 7 muertos y más de 90 heridos, dañando la estación Plaza de Mayo de la línea A. La imposición de su nombre por decreto y el hecho de que Carranza haya cometido actos terroristas que mataron civiles llevaron al repudio de varios legisladores porteños, contrarios a la medida.

## Servicios
Es una estación intermedia del servicio eléctrico metropolitano de la Línea Mitre que se presta entre las estaciones Retiro y José León Suárez.

## Ubicación e infraestructura
Consta de dos andenes separados por la Plazoleta Miguel Abuelo, ubicada encima del Viaducto Carranza que conecta la Avenida Santa Fe y su continuación, Cabildo. Ambos andenes poseen conexión con la estación homónima de la Línea D de subterráneo.

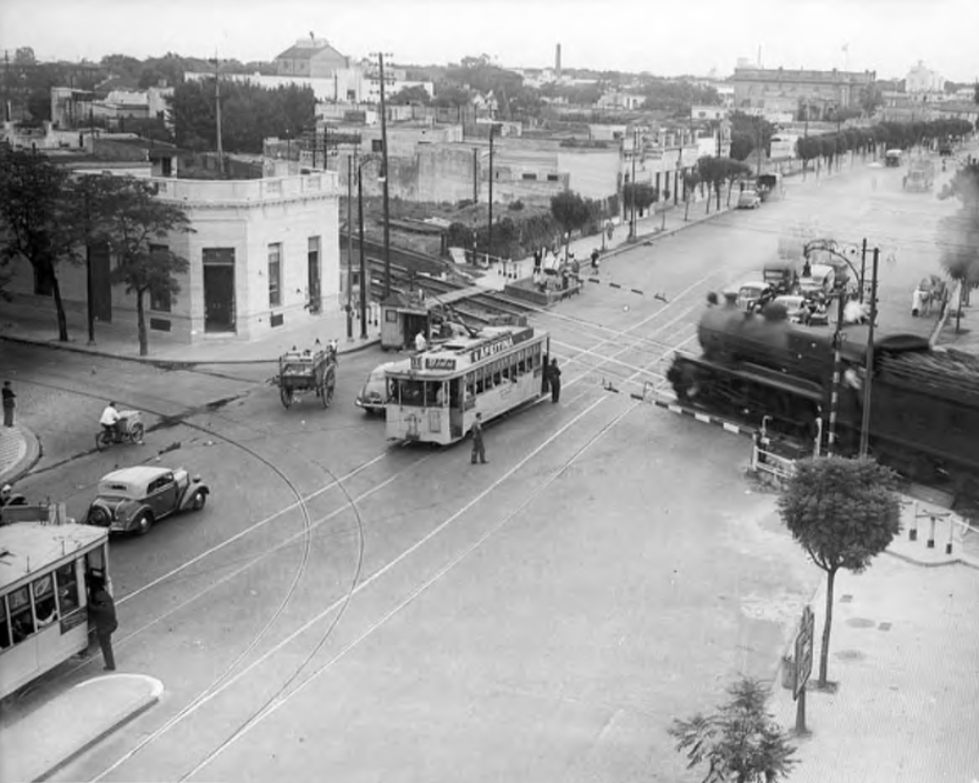
Antiguo paso a nivel de las vías ferroviarias sobre la Avenida Santa Fe donde hoy se ubica la estación Ministro Carranza